# Pouteria costata
Pouteria costata es un pequeño árbol costero nativo de la Isla Norte (Nueva Zelanda) y la Isla Norfolk (Australia). En Nueva Zelanda, su nombre común es tawapou (tawāpou en maorí); en la isla Norfolk como bastard ironwood (árbol de hierro bastardo).  Pouteria es un género de aproximadamente 300 especies en los trópicos de América, Asia, Australia y el Pacífico. Una especie de Pouteria se encuentra en otras islas del Pacífico y se le incluye a veces erróneamente en P. costata.

## Distribución

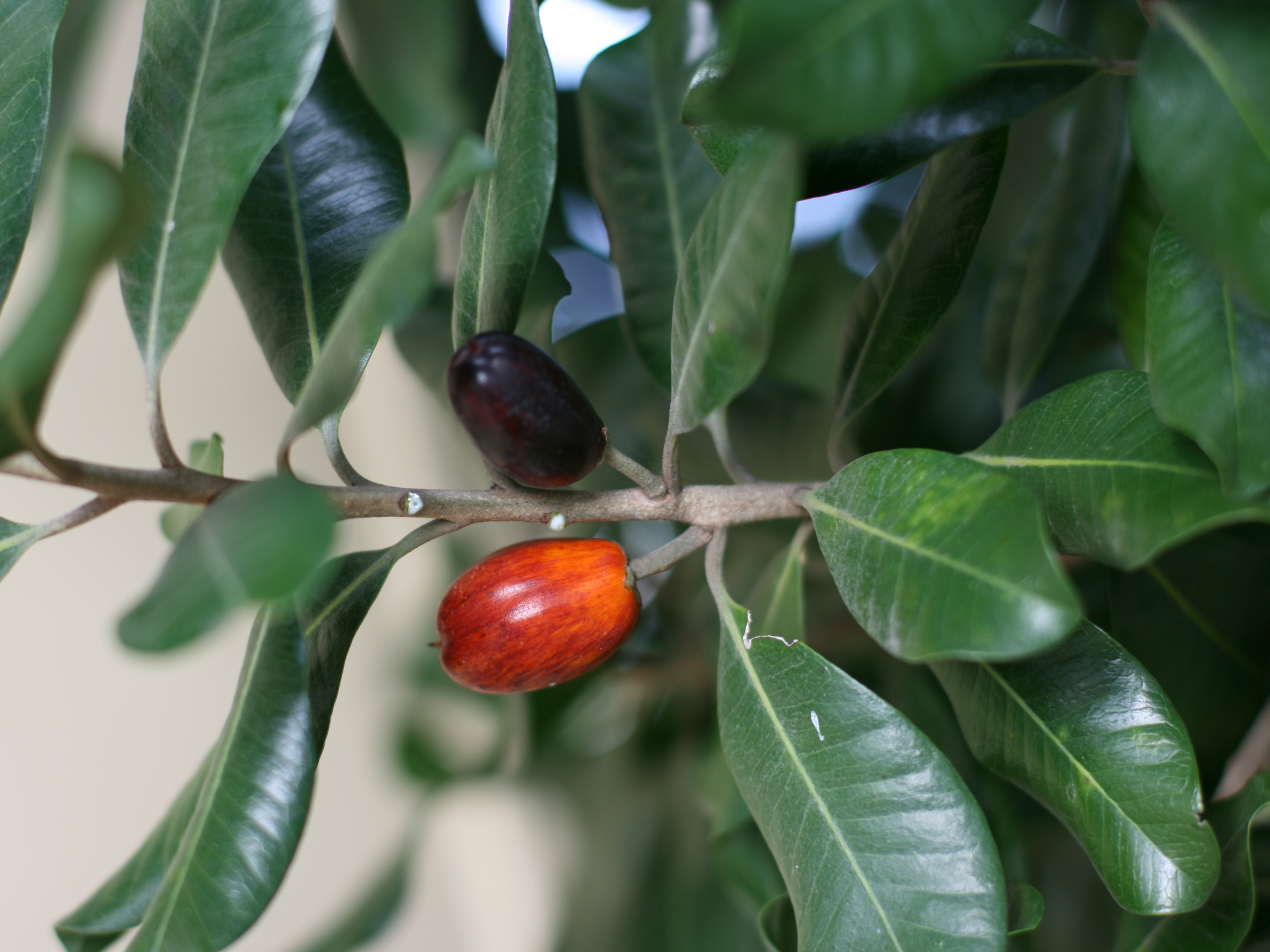
Las hojas brillosas y el colorido fruto de Pouteria costata

Pouteria costata es un miembro de la familia de Sapotaceae. En la isla Norfolk no es un árbol común, desarrollándose en áreas forestadas y en el monte Pitt, y se encuentra listado como  'en peligro'  por el Acta de Protección al medio ambiente y conservación de la biodiversidad de Australia de 1999. En Nueva Zelanda, Pouteria costata crece localmente en islas y cabos a lo largo de las costas norteñas de la isla del Norte, desde North Cape hasta Tolaga Bay (38° S) en la costa este, pero solo llega hasta Manukau Harbour (37° S) en el oeste, creciendo en asociación con pohutukawa, karaka y taraire. Crece desde el nivel del mar hasta aproximadamente 450 m, siempre cerca del mar. No está considerado como amenazado en Nueva Zelanda.

## Descripción
P. costata es de crecimiento lento, de ramas muy apretadas que prefiere condiciones costeras. Crece 20 m de alto y hasta 1 m diámetro. La corteza es áspera y varía en color desde el gris hasta el gris-pardusco. Prefiere la semisombra y es sensible a las heladas. Las hojas oscuras lustrosas verdes miden de 5 a 10 cm (a veces hasta 15 cm) de largo y 2 a 5 cm de ancho. La vena principal en el centro de la hoja es diferente en el haz y el envés, así como también las venas primarias a cada lado de la hoja, las cuales suman de 14 a 20. Los foliolos y tallos de las hojas están cubiertos por pelos aplanados.
Las pequeñas y delicadas flores, solo 4-6 mm de diámetro,  usualmente emergen desde las axilas de las hojas, pero también directamente desde las ramillas.
El árbol produce bayas multicolores de 2.5 a 4 cm de largo que encierran de 2 a 4 semillas duras, curveadas y brillosas, que fueron usadas por los maoríes para elaborar collares. Las bayas experimentan sucesivas etapas de color desde el verde al naranja o rojo oscuro conforme van madurando, un proceso que puede tomar de 12 a 15 meses. Las bayas son pesadas y caen del árbol si se le sacude. De acuerdo a Salmon, un árbol con una pesada cosecha de bayas es un atractivo espectacular (1973:278). Cuando se le hace una incisión, el árbol exuda un látex blanco y pegajoso. La madera de color blanco es dura y resistente. Los frutos son consumidos por el kereru, la paloma de Nueva Zelanda, y el loro kaka, ambas están representadas en la isla Norfolk por aves muy cercanas que ahora están extintas.  

## Amenazas

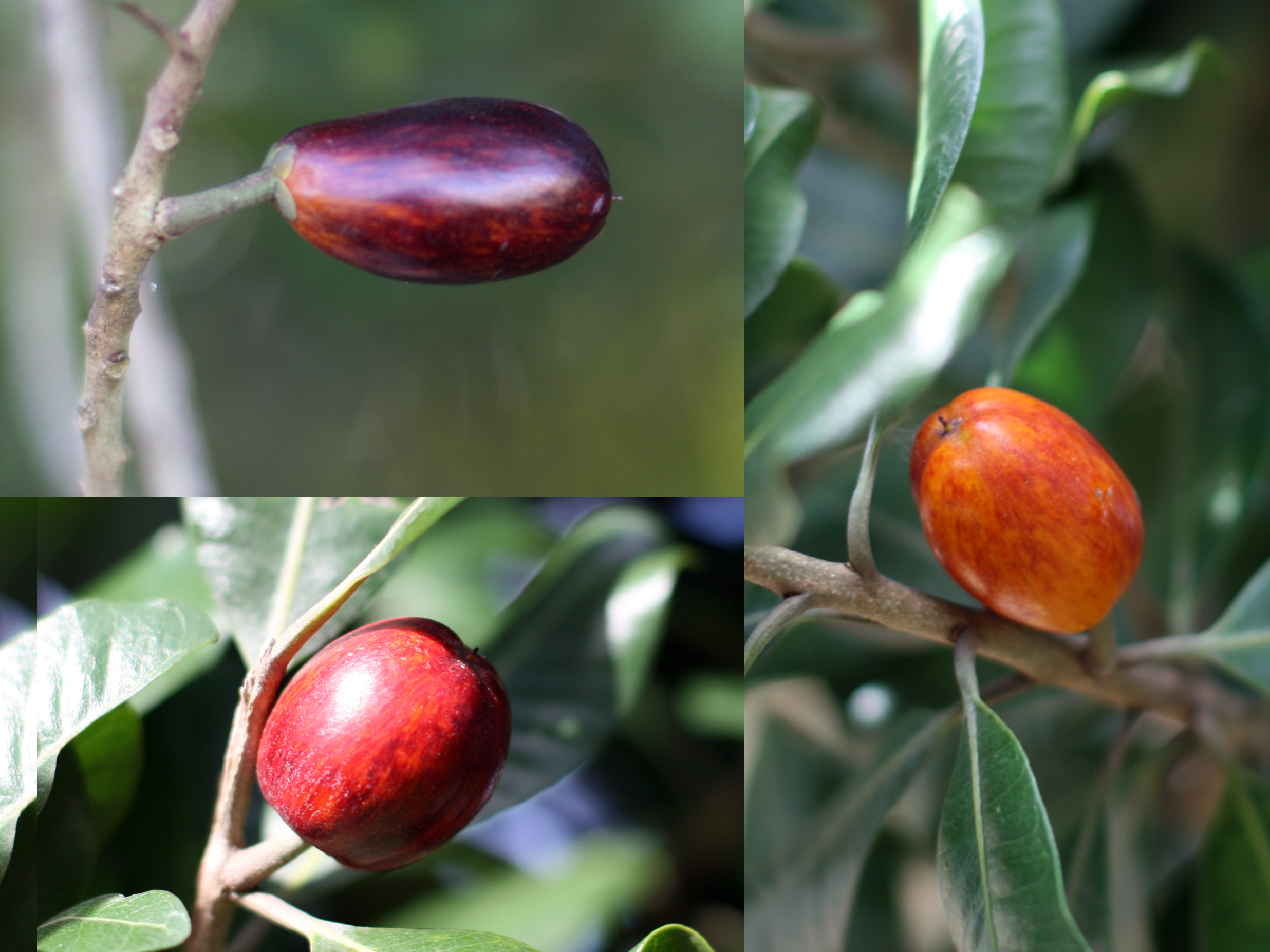
El fruto adquiere una variedad de colores en la medida en que madura

El fruto de Pouteria costata es muy atrayente para las ratas. Una investigación en Nueva Zelanda ha demostrado que la ingesta del fruto y la destrucción de las semillas por el kiore (rata del Pacífico) ha reducido substancialmente la población del árbol y alterado la composición de los bosques costeros de la isla del Norte. Los kiores fueron introducidos por los maoríes por algún tiempo en el último milenio y llegó a estar ampliamente difundida en las tres islas principales muchas de las islas exteriores. Los plantones y arbolitos de tawapou ahora son raros en las islas principales, y abundantes en las islas donde esas ratas están ausentes. Donde los kiores están presentes, es raro encontrar semillas de tawapou cuyos grano no han sido removidos. Los kiores comen la carne de los frutos frescos recién caídos pero tienden a tomar las semillas en donde acumulan las cáscaras para remover los granos. Se han encontrado hasta 1.400 cáscaras tiradas en un solo sitio. El número de árboles jóvenes se incrementa marcadamente en las islas donde el kiore ha sido eliminado. "La aparente minuciosidad con la que el kiore encuentra y come los granos antes de que la semilla germine muestra que el kiore pude reducir substancialmente el número de plantones… La cantidad de tawapous, y la proporción de estos en la vegetación del bosque se incrementa después de la eliminación de las ratas que aún mantiene una población de tawapous. " (Campbell et al., 1999:280). La Isla Norfolk tiene varias especies de ratas, que sin ninguna duda contribuyen al estatus de “en peligro” del P. costata ahí.

## En la cultura Maorí
Los troncos del tawapou fueron usados como rodillos para ayudar a traer las grandes canoas hacia la tierra. En las tradiciones maoríes de Northland, se dice que la canoa 'Waipapa' había tocado tierra en Doubtless Bay. El capitán le pidió a su tripulación tomar los rodillos de la canoa, que habían sido y transportados desde Hawaiki, y los plantaron en las inclinaciones de una colina cercana. Desde los rodillos creció un plantío de árboles de tawapou (P. costata) que hoy en día sirven como conmemorativo del arribo de la canoa. Se dicen historias similares de bosquecillos de tawapou en Houhoura Harbour y Aurere Beach. La canoa mamaru, cuyos descendientes viven alrededor de Doubtless Bay y cerca de Kaitaia, transportaron en su tripulación un importante ancestro llamado Pou. Es posible que la palabra 'tawapou' deriva de 'Tawa-a-Pou' 'los árboles Tawa de Pou'. Una leyenda de East Cape relata que la canoa Takitimu, la cual fue seguida por una parvada de loros Kaka cuando abandonaron Hawaiki. Estas se atracaron de bayas de tawapou para mantenerse durante el largo vuelo. Cuando las aves alcanzaron East Cape ellas desembucharon las semillas, las cuales crecieron , y eventualmente los árboles de tawapou se expandieron a lo largo de la costa.

## Taxonomía
Pouteria costata fue descrita por ( Endl. ) Baehni y publicado en Candollea 9, 304. 1942.
Etimología
El nombre costata se deriva del latín costatus (cordoncillo), en referencia a los resaltados nervios primarios de las hojas.
Sinonimia
- Achras costata Endl.
- Achras novozelandica F.Muell.
- Bassia amicorum A.Gray
- Burckella amicorum (A.Gray) H.J.Lam
- Madhuca amicorum (A.Gray) J.F.Macbr.
- Planchonella costata (Endl.) Pierre
- Planchonella novozelandica (F.Muell.) Allan
- Sapota costata (Endl.) A.DC.
- Sersalisia costata (Endl.) Domin
- Sideroxylon costatum (Endl.) F.Muell.
- Sideroxylon novozelandicum (F.Muell.) Hemsl.[2]